# 菩提長青村
菩提長青村是位於台灣南投的組合屋社區，建立於民國89年（2000年），主要宗旨為推展非依賴性的老人社區。

## 概要
成立於民國89年，前身原為安置921地震之後失去住所的家庭需或無依老人的短期組合屋社區，之後轉型為致力於老人福利社區產業化的推展，發展出「老有所用，夠用就好」的經營理念，以建立完整非依賴性的老人社區福利照護為目標。
埔里菩提長青村全力進行老人福利社區產業化之實驗，並以自給自足為主要目標，過程中有勞委會永續就業工程（社會型）、多元就業方案（經濟型）及各界的協助而穩定成長。此外有埔里鎮公所撥用籃城里組合屋，YMCA、華僑銀行一日捐協助蓋75戶組合屋、台中榮民總醫院精神科醫護人員每月定期進駐、埔里榮民醫院交通車接送醫療、復健及各界捐助，形成一個功能完整的老人社區。

## 簡史
菩提長青村位於南投縣埔里鎮，原為921大地震災後重建初期，政府向台糖承租土地規劃的臨時安置所，組合屋之興建則由基督教女青年會(YWCA)以及華僑銀行所有員工一日薪資捐助，其經營由長期志工陳芳姿、王子華夫婦一同經營，經費來自民間善心捐款、政府相關補助方案以及慈善團體的支持。
長青村展開災區老人暨無家可歸老人安置計畫，期望結合大眾力量，給予老人基本的尊嚴與權利。目前菩提長青村的地上面積有0.92公頃，土地屬台糖所有，由國立暨南國際大學以「現況承租」方式租用。菩提長青村歷年總照顧人數超過300人，十八年來完全免費照顧，每年省下650萬元。
財政上主要有政府補助、民間捐助以及營利自生三個部分，政府補助每年並沒有固定的補助款，而是透過各種方案申請，如勞委會多元就業開發方案、林務局社區林業等；民間捐助的部分是每年小額捐款；營利自生的收入財源是長青村主要之財源收入，透過社區產業的方式來拓展財源收入，如感恩餐、幸福魚、幸運球……等。此種社區老人互助照顧的模式，經研究發現能促進移居老人的社區意識。而採行創新社會經濟組織的實踐模式，可為高齡少子化的社會提供補充性的老人安養方案。
蔡英文在2015參選總統期間，參訪並稱讚長青村的照顧模式，並希望長照推動能與民間創造的模式順利接軌。

## 外部連結
- 菩提長青村官方網站 （页面存档备份，存于）
- 長青村的Facebook專頁
- 菩提長青村的Facebook專頁
- 埔里菩提長青村 脫掉包袱而長青
- 劉奇葆會見台灣長青村村長夫婦
- 老有所用，夠用就好—菩提長青村
- 菩提長青村 老有所用而長青[]
- 生機系列報導─銀髮篇》菩提長青村 讓銀髮族再展歡顏
- 打破養老思維 菩提長青村宛如原初社會 （页面存档备份，存于）